# Vega de Infanzones
Vega de Infanzones is een gemeente in de Spaanse provincie León in de regio Castilië en León met een oppervlakte van 11 km². Vega de Infanzones telt 883 inwoners (1 januari 2016).